# Asilus fulvus
Asilus fulvus là một loài ruồi trong họ Asilidae. Asilus fulvus được Rossi miêu tả năm 1790. Loài này phân bố ở vùng Cổ Bắc giới.